# Gromadzice (Sainte-Croix)
Pour les articles homonymes, voir Gromadzice.
Gromadzice est une localité polonaise de la gmina de Bodzechów, située dans le powiat d'Ostrowiec en voïvodie de Sainte-Croix.